# Pyreferra pettiti
Pyreferra pettiti är en fjärilsart som beskrevs av Augustus Radcliffe Grote 1875. Pyreferra pettiti ingår i släktet Pyreferra och familjen nattflyn. Inga underarter finns listade.